# 小行星9331
小行星9331（9331 Fannyhensel）是一颗绕太阳运转的小行星，为主小行星带小行星。该小行星于1990年8月16日发现。

## 轨道参数
小行星9331的轨道半长轴为2.7459862 UA，离心率为0.058。